# Music Disk
Music Disk, oder auch Musicdisk, ist ein Begriff aus der sogenannten Demoszene, der eine Sammlung von Liedern beschreibt, die auf einem Computer erstellt wurden. Sie sind im Wesentlichen das Gegenstück zu einem Album. Eine Music Disk besteht üblicherweise aus einem Programm mit einem eigenen User Interface, wodurch der Zuhörer keine weitere Software zum Abspielen der Songs benötigt. Der Begriffsteil „Disk“ hängt damit zusammen, dass Music Disks einst so erstellt wurden, dass sie auf eine einzelne Diskette (floppy disk) passten, damit sie leicht zwischen Freunden getauscht und auf Demopartys verteilt werden konnten. Auf modernen Plattformen werden Music Disks für gewöhnlich auf eine Festplatte heruntergeladen.
Die Lieder auf einer Music Disk werden normalerweise mit einem Tracker komponiert, einer beliebten Programmart in der Demoszene. Amiga-Music-Disks bestehen üblicherweise aus MOD-Dateien, während PC-Music-Disks häufig Mehrkanal-Formate wie XM oder IT enthalten. Music Disks sind auch auf dem Commodore 64 und Atari ST gebräuchlich, wo sie oft ihre eigenen, nativen Formate verwenden.
Verwandte Begriffe sind Music Pack, was sich auf eine Demoszenen-Musiksammlung beziehen kann, die keine eigene Abspiel-Software enthält, und Chipdisk, eine Music Disk, die nur Chiptunes enthält, die aufgrund ihrer, verglichen mit MP3, geringen Größe auf dem PC populär wurden.